# All Because of You
All Because of You – piosenka rockowej grupy U2, pochodząca z jej wydanego w 2004 roku albumu, How to Dismantle an Atomic Bomb. Została wydana jako drugi singel w Ameryce Północnej. Utwór pojawił się w rozgłośniach radiowych w tym samym czasie, w jakim na rynku ukazał się cały album.
Piosenka w trakcie trasy Vertigo Tour była zazwyczaj wykonywana jako drugi utwór w trakcie bisów.
Do utworu został nakręcony także teledysk; był on nagrywany w Nowym Jorku.

## Lista utworów

### Wersja 1
1. "All Because of You" (mix) (3:19)
2. "She's a Mystery to Me" (na żywo z Brooklynu) (2:42)

### Wersja 2
1. "All Because of You" (mix) (3:19)
2. "Miss Sarajevo" (na żywo z Mediolanu) (5:15)
3. "A Man and a Woman" (wersja akustyczna) (4:27)

### Wersja 3
1. "All Because of You" (wideo) (3:34)
2. "City of Blinding Lights" (wideo) (4:35)
3. "All Because of You" (mix) (3:19)

Wydanie singla na DVD.

### Wersja 4
1. "All Because of You" (wersja albumowa) (3:34)
2. "Fast Cars" (mix Jacknife'a Lee) (3:28)

Wersja dostępna wyłącznie w Kanadzie, wydana 8 lutego 2005.

## Pozycje
| Rok  | Kraj/Lista                                           | Pozycja |
| ---- | ---------------------------------------------------- | ------- |
| 2005 | Kanada                                               | 1       |
| 2005 | Wielka Brytania                                      | 4       |
| 2005 | Stany Zjednoczone (Billboard Modern Rock Tracks)     | 6       |
| 2005 | Holandia                                             | 8       |
| 2005 | Norwegia (Top 20)                                    | 13      |
| 2005 | Stany Zjednoczone (Billboard Mainstream Rock Tracks) | 20      |
| 2005 | Australia                                            | 23      |
| 2005 | Łotwa                                                | 27      |